# Ruud Swinkels
Ruud Swinkels (Moergestel, 23 februari 1987) is een Nederlands voormalig voetballer die als keeper speelde. Hij is de jongere broer van Arjan Swinkels.

## Clubcarrière
Swinkels begon in de jeugd bij SV Audacia en Willem II en speelde daarna twee periodes bij Duitse clubs in de jeugd. Hij kwam daarna uit voor de eerste teams van SC 't Zand en SV Triborgh. Swinkels kwam in 2009 van de Veldhovense hoofdklasser UNA op amateurbasis naar FC Eindhoven. Hij debuteerde vrijdag 11 september 2009 in de thuiswedstrijd FC Eindhoven – FC Dordrecht als vervanger van de een week daarvoor zwaar geblesseerd geraakte Jurgen Hendriks, een wedstrijd die de ploeg overigens met 8-0 verloor. Hij kreeg een contract en werd er al snel eerste doelman.
In 2012 stapte Swinkels over naar PSV, waar hij derde doelman werd achter Przemysław Tytoń en Boy Waterman. Hij tekende een contract voor één seizoen. Dit contract liet hij bij gebrek aan perspectief per 1 januari 2013 ontbinden, nadat de oorspronkelijke derde keeper Nigel Bertrams was hersteld van een blessure. In januari van 2013 liep hij stage bij ADO Den Haag, waar tweede keeper Robert Zwinkels langdurig geblesseerd was. Tot een contract kwam het niet. Hierna trainde hij mee bij RKC Waalwijk, waar hij herenigd werd met Erwin Koeman, die hij nog kende van FC Eindhoven.
Op 3 juni 2013 tekende hij voor twee seizoenen bij SC Cambuur. Toen bleek dat trainer Dwight Lodeweges in de eerste wedstrijd de voorkeur gaf aan FC Groningen huurling Leonard Nienhuis, weigerde Swinkels op de reservebank plaats te nemen, waardoor derde doelman Harm Zeinstra opgetrommeld moest worden. Hierop liet de club weten dat Swinkels mocht vertrekken, als hij zich niet prettig voelde in zijn reserverol. Op 12 augustus werd het contract officieel ontbonden. Een dag later maakte Willem II bekend dat Swinkels voor de rest van het seizoen 2013/2014 op amateurbasis werd toegevoegd aan de selectie.
Op 23 augustus speelde Swinkels, tegen Sparta Rotterdam zijn eerste wedstrijd voor Willem II, toen hij de geblesseerde David Meul verving. Kort hierna won hij de concurrentiestrijd van Meul en begon hij als eerste keeper aan de competitie. Hij werd dat seizoen met de Tilburgse club kampioen van de eerste divisie en speelde 35 wedstrijden. Aan het einde van het seizoen maakte hij bekend de club te verlaten, nadat deze hem, ondanks zijn prestaties, geen contract aanbood. Hij gaf daarbij aan dat hij overwoog zich terug te trekken uit het betaald voetbal. Hierna werd zijn naam nog genoemd bij SBV Excelsior, maar dat stelde uiteindelijk Gino Coutinho aan als nieuwe doelman. Nadat hij geen nieuwe club leek te kunnen vinden, begon Swinkels een eigen uitzendbureau en trainde hij enige tijd mee bij FC Oss.
Swinkels vond in januari 2015 een nieuwe club in België. Hij sloot zich toen transfervrij aan bij Witgoor Sport Dessel, op dat moment actief in de vierde klasse. In juni 2015 keerde hij terug naar FC Eindhoven, waar hij een contract voor drie jaar ondertekende.
Medio 2021 ging hij naar het Belgische FC Esperanza Pelt in de Derde afdeling waar hij in zijn eerste seizoen samenspeelde met zijn broer Arjan Swinkels. Medio 2023 beëindigde hij zijn loopbaan.

## Clubstatistieken
| Seizoen | Club          | Wedstrijden | Doelpunten | Competitie     |
| ------- | ------------- | ----------- | ---------- | -------------- |
| 2009/10 | FC Eindhoven  | 21          | 0          | Eerste divisie |
| 2010/11 | FC Eindhoven  | 31          | 0          | Eerste divisie |
| 2011/12 | FC Eindhoven  | 33          | 0          | Eerste divisie |
| 2012    | PSV           | 0           | 0          | Eredivisie     |
| 2013    | SC Cambuur    | 0           | 0          | Eredivisie     |
| 2013/14 | Willem II     | 35          | 0          | Eerste divisie |
| 2014/15 | Witgoor Sport | ?           | ?          |                |
| 2015/16 | FC Eindhoven  | 35          | 0          | Eerste divisie |
| 2016/17 | FC Eindhoven  | 38          | 0          | Eerste divisie |
| 2017/18 | FC Eindhoven  | 24          | 0          | Eerste divisie |
| 2018/19 | FC Eindhoven  | 29          | 0          | Eerste divisie |
| 2019/20 | FC Eindhoven  | 29          | 0          | Eerste divisie |
| 2020/21 | FC Eindhoven  | 35          | 0          | Eerste divisie |
| Totaal  |               | 310         | 0          |                |

## Erelijst
PSV
Johan Cruijff Schaal 2012
 Willem II
Eerste divisie 2013/14